# Vladimír Bína
Vladimír Bína (7. prosince 1909 – 15. října 1988) byl český fotbalista, útočník a záložník, reprezentant Československa.

## Sportovní kariéra
V lize odehrál 261 utkání a dal 40 gólů. Hrál za Viktorii Plzeň (1932–1948). Dvakrát startoval ve Středoevropském poháru a dal zde jeden gól.
Za československou reprezentaci odehrál roku 1933 jeden zápas (přátelské utkání s Rakouskem). Gól v utkání nevstřelil.

### Trenér
Krátce se věnoval i trenérské činnosti, v letech 1953–1954 vedl klub Tankista Praha.